# Junri Namigata
Junri Namigata (Japans: 波形 純理, Namigata Junri) (Koshigaya, 5 juli 1982) is een voormalig tennisspeelster uit Japan. Zij begon op zesjarige leeftijd met het spelen van tennis. Haar favoriete ondergrond is hardcourt. Zij speelt rechtshandig en heeft een tweehandige backhand. In 1997 speelde zij haar eerste ITF-toernooi in Kugayama; in 2000 verkreeg zij haar eerste notering op de WTA-ranglijst. Haar laatste partijen volbracht zij in 2023.

## Loopbaan

### Enkelspel
Namigata stond in 2004 voor het eerst in een finale, op het ITF-toernooi van Incheon (Zuid-Korea) – zij verloor van de Koreaanse Lee Eun-jeong. In 2007 veroverde Namigata haar eerste titel, op het ITF-toernooi van Miyazaki (Japan), door de Chinese Zhang Shuai te verslaan. In totaal won zij zeven ITF-titels, de laatste in 2019 in Nanao (Japan).
In 2005 kwalificeerde Namigata zich voor het eerst voor een WTA-hoofdtoernooi, op het toernooi van Calcutta. Haar beste resultaat op de WTA-toernooien is het bereiken van de kwartfinale, op het Japan Open van 2006.
Op de grandslamtoernooien kwam zij nooit voorbij de eerste ronde. Haar hoogste positie op de WTA-ranglijst is de 105e plaats, die zij bereikte in februari 2011.

### Dubbelspel
Namigata behaalde in het dubbelspel betere resultaten dan in het enkelspel. Zij stond in 2004 voor het eerst in een finale, op het ITF-toernooi van Tokio (Japan), samen met landgenote Kumiko Iijima – hier veroverde zij haar eerste titel, door het eigenlandse duo Maki Arai en Akiko Yonemura te verslaan. In totaal won zij 25 ITF-titels, de laatste in 2019 in Granby (Canada).
In 2005 speelde Namigata voor het eerst op een WTA-hoofdtoernooi, op het toernooi van Calcutta, samen met Rushmi Chakravarthi uit India. Zij bereikte in 2007 voor het eerst een WTA-finale, op het toernooi van Bangkok, samen met landgenote Ayumi Morita – maar als gevolg van Morita's spijsverteringsproblemen moesten zij voor het spelen van de eindstrijd verstek laten gaan. In 2014 veroverde Namigata haar eerste WTA-titel, op het toernooi van Nanchang, samen met de Taiwanese Chuang Chia-jung, door het koppel Chan Chin-wei en Xu Yifan te verslaan. Dit is vooralsnog haar enige WTA-titel.
Op de grandslamtoernooien kwam zij nooit voorbij de eerste ronde. Haar hoogste positie op de WTA-ranglijst is de 101e plaats, die zij bereikte in mei 2015.

### Tennis in teamverband
In 2011 maakte Namigata deel uit van het Japanse Fed Cup-team – zij vergaarde daar een winst/verlies-balans van 5–0.

## Posities op deWTA-ranglijst
Positie per einde seizoen:
| jaar | rang enkelspel | rang dubbelspel |
| ---- | -------------- | --------------- |
| 2000 | 895            | 632             |
| 2001 | 832            | 660             |
| 2002 | –              | 977             |
| 2004 | 519            | 718             |
| 2005 | 246            | 272             |
| 2006 | 162            | 224             |
| 2007 | 186            | 117             |
| 2008 | 259            | 166             |
| 2009 | 185            | 268             |
| 2010 | 129            | 336             |
| 2011 | 196            | 515             |
| 2012 | 229            | 256             |
| 2013 | 260            | 223             |
| 2014 | 196            | 145             |
| 2015 | 293            | 136             |
| 2016 | 289            | 308             |
| 2017 | 236            | 199             |
| 2018 | 246            | 135             |
| 2019 | 340            | 169             |
| 2020 | 349            | 150             |
| 2021 | 539            | 275             |
| 2022 | 713            | 459             |
| 2023 | 835            | 461             |

## Palmares
| Legenda                | Legenda                  |
| ---------------------- | ------------------------ |
| Grandslamtoernooi      |                          |
| Olympische Spelen      |                          |
| Year-End Championships |                          |
| tot 2009               | 2009 – 2020 / vanaf 2021 |
| Tier I                 | Premier Mandatory        |
| Tier II                | Premier Five / WTA 1000  |
| Tier III               | Premier / WTA 500        |
| Tier IV & V            | International / WTA 250  |
|                        | Challenger / WTA 125     |

### WTA-finaleplaatsen enkelspel
Geen.

### WTA-finaleplaatsen vrouwendubbelspel
| nr.              | finale     | toernooi     | ondergrond | partner          | tegenstandsters        | score    |         |
| ---------------- | ---------- | ------------ | ---------- | ---------------- | ---------------------- | -------- | ------- |
| gewonnen finales |            |              |            |                  |                        |          |         |
| 1.               | 2014-07-27 | WTA Nanchang | hardcourt  | Chuang Chia-jung | Chan Chin-wei Xu Yifan | 7-6, 6-3 | details |
| verloren finales |            |              |            |                  |                        |          |         |
| 1.               | 2007-10-14 | WTA Bangkok  | hardcourt  | Ayumi Morita     | Sun Tiantian Yan Zi    | forfait  | details |

## Resultaten grandslamtoernooien
| Legenda | Legenda                          |
| ------- | -------------------------------- |
| g.t.    | geen toernooi gehouden           |
| l.c.    | lagere categorie                 |
| –       | niet deelgenomen                 |
| G       | uitgeschakeld in de groepsfase   |
| 1R      | uitgeschakeld in de eerste ronde |
| 2R      | uitgeschakeld in de tweede ronde |
| 3R      | uitgeschakeld in de derde ronde  |
| 4R      | uitgeschakeld in de vierde ronde |
| KF      | uitgeschakeld in de kwartfinale  |
| HF      | uitgeschakeld in de halve finale |
| F       | de finale verloren               |
| W       | het toernooi gewonnen            |
| w-v     | winst/verlies-balans             |

### Enkelspel
| Toernooi        | 2011 |
| --------------- | ---- |
| Australian Open | 1R   |
| Roland Garros   | 1R   |
| Wimbledon       | –    |
| US Open         | –    |

### Vrouwendubbelspel
| toernooi        | 2008 |    | 2017 |
| --------------- | ---- | -- | ---- |
| Australian Open | –    | 1R |      |
| Roland Garros   | –    | –  |      |
| Wimbledon       | 1R   | –  |      |
| US Open         | –    | –  |      |